# 理查德·布魯門薩爾
李察·布魯蒙索（英語：Richard Blumenthal；1946年2月13日—）是美国一位民主黨籍的政治人物，現任康乃狄克州聯邦參議員，並曾擔任康涅狄格州檢察長與康涅狄格州议会議員。

## 生平
布魯蒙索出生於纽约布鲁克林区，就讀於布朗克斯一所私立學校。他畢業於哈佛學院，曾是哈佛緋紅色的編輯主席。進入耶鲁法学院前，他曾在剑桥大学三一学院學習一年。在耶魯大學期間，他是比尔·克林顿和希拉里·克林顿夫婦的同學。1970年至1976年，布魯蒙索在美国海军陆战队預備役中服役，並獲得了中士軍銜。法學院畢業後，布魯蒙索通過律師資格，並擔任華盛頓一些人物的行政助理和法律文員。1977年至1981年，他是康涅狄格州的律師。1980年代初期，他從事法律業務，包括擔任NAACP法律辯護基金的志願律師。
1985年至1987年，他首次在康涅狄格州众议院任職； 1986年，他當選為康涅狄格州参议院議員，並於1987年開始服務。他於1990年當選為康涅狄格州司法部長，並服務了20年。在此期間，政治觀察家推測他是康涅狄格州州長的有力競爭者，但他從未追求這一職位。民主黨聯邦參議員克里斯多夫·杜德宣布退休後，布魯蒙索宣布在2010年競選聯邦參議員。他於2011年1月5日宣誓就職，並於2016年以63.2％的選票連任，成為康涅狄格州首位獲得超過一百萬選票者。

## 荣誉

### 外国勋章奖章
- 二等智者雅罗斯拉夫王公勋章（乌克兰，2023年9月4日公布[4]）

## 外部連結
- 理查德·布魯門薩爾 （页面存档备份，存于）參議院官方網站
- 布魯門薩爾官方網站 （页面存档备份，存于）
- 中的“理查德·布魯門薩爾”
- Background and collected news at The Washington Post
- 美國國會國家人物傳記大辭典中的傳記
- 由華盛頓郵報維護的投票記錄
- 智慧投票计划中的傳記、投票紀錄及利益集團評級
- Congressional profile at GovTrack
- Congressional profile at OpenCongress
- Issue positions and quotes at On the Issues
- Financial information at OpenSecrets.org
- Staff salaries, trips and personal finance at LegiStorm.com
- 聯邦選舉委員會中的競選財務報告和數據
- Campaign contributions at the National Institute for Money in State Politics
- Appearances on C-SPAN programs
- 網路電影資料庫上的亮相頁面
- Collected news and commentary at The New York Times
- Works by or about 理查德·布魯門薩爾 in libraries (WorldCat catalog)
- Profile at Ballotpedia

| 司法职务                 | 司法职务                                                            | 司法职务             |
| ------------------------ | ------------------------------------------------------------------- | -------------------- |
| 前任者： 克萊琳·里德爾   | 康涅狄格州檢察長 1991年－2011年                                     | 繼任者： 喬治·傑普森 |
| 政党职务                 |                                                                     |                      |
| 前任者： 克里斯多夫·杜德 | 美國參議員康涅狄格州民主黨被提名人 （第3類） 2010年、2016年、2022年 | 最新的               |
| 美国参议院               |                                                                     |                      |
| 前任者： 克里斯多夫·杜德 | 康涅狄格州第3類參議員 2011年－ 與喬·李伯曼、克里斯·墨菲同時在任     | 現任                 |
| 前任者： 理查·波爾       | 参议院退伍军人事务委员会高阶委员 2015年－2017年                     | 繼任者： 喬恩·泰斯塔 |
| 美國排位名單             |                                                                     |                      |
| 前任者： 兰德·保罗       | 美國參議員資歷 第41位                                               | 繼任者： 麥克·李     |